# Station Gontrode
Station Gontrode is een spoorwegstation op spoorlijn 122 (Melle - Geraardsbergen) in Gontrode, een deelgemeente van Melle. Het is nu een stopplaats.
Gontrode is qua voorzieningenniveau een typische standaardhalte. Rond 2008 werden de perrons helemaal heraangelegd met grindverharding in plaats van de in die periode als standaard geldende klinkerverharding. Ook zijn er geen bankjes.
Naast het station is een ruime pendelaarsparking voorzien, ook zijn er fietsenstallingen geplaatst. De oude fietsenstalling langs het perron naar Geraardsbergen bleef ook behouden.
Net naast de stopplaats bevinden zich de Chirolokalen van Gontrode.
Het Grote Treinrapport 2009 van de krant Het Nieuwsblad gaf deze halte een 5,3 op 10. Geprezen werden de overvloedige parkeermogelijkheden, gehekeld de onverharde perrons.

## Galerij

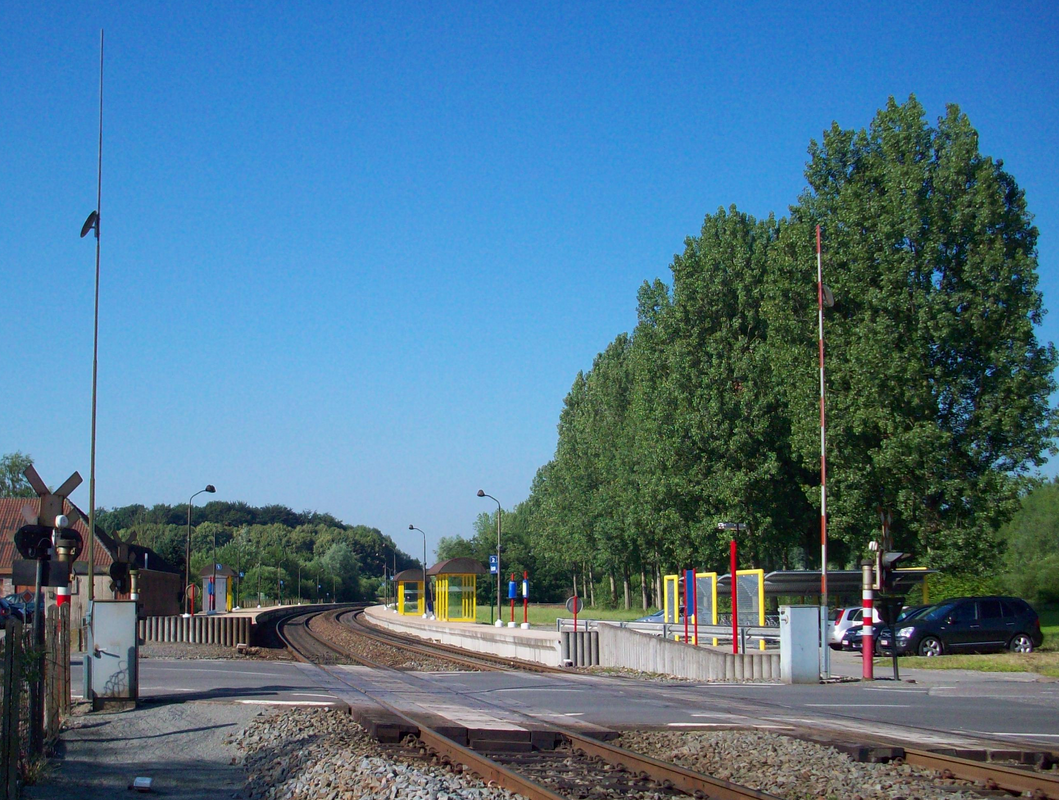
Het station in 2009
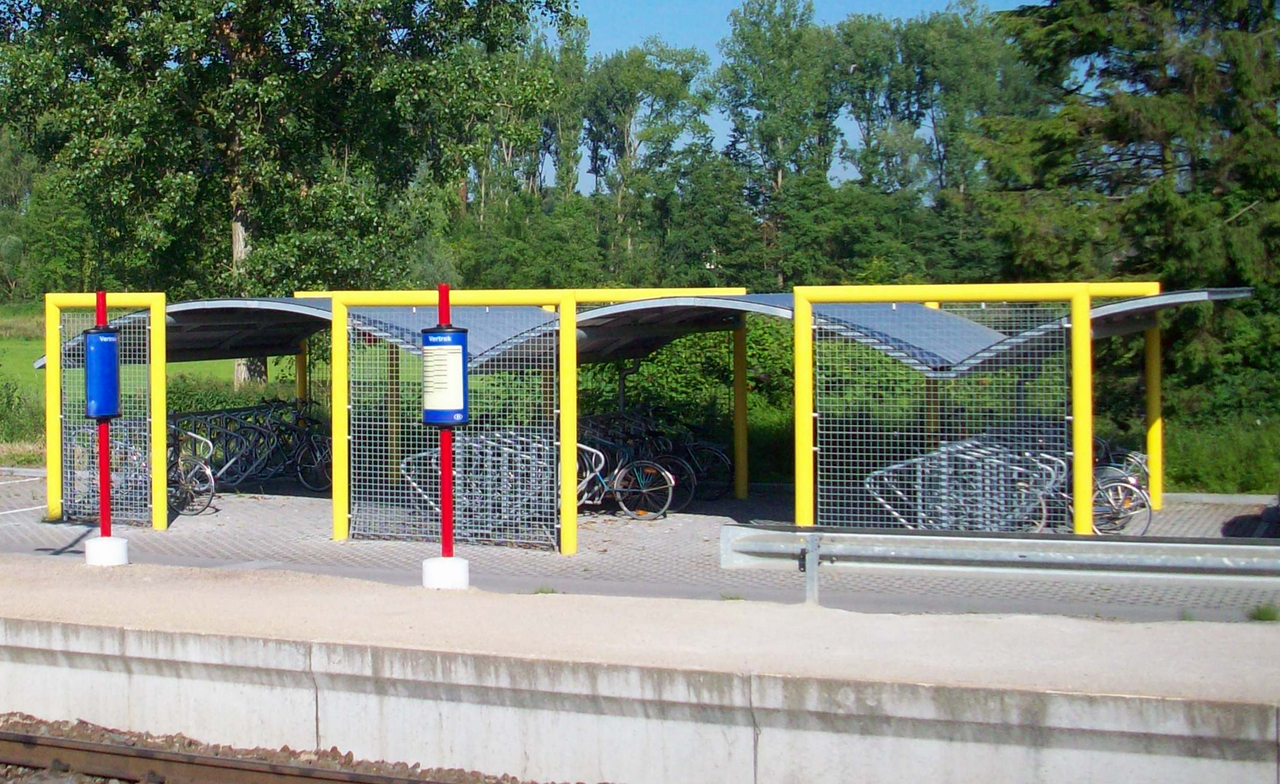
Fietsenstalling
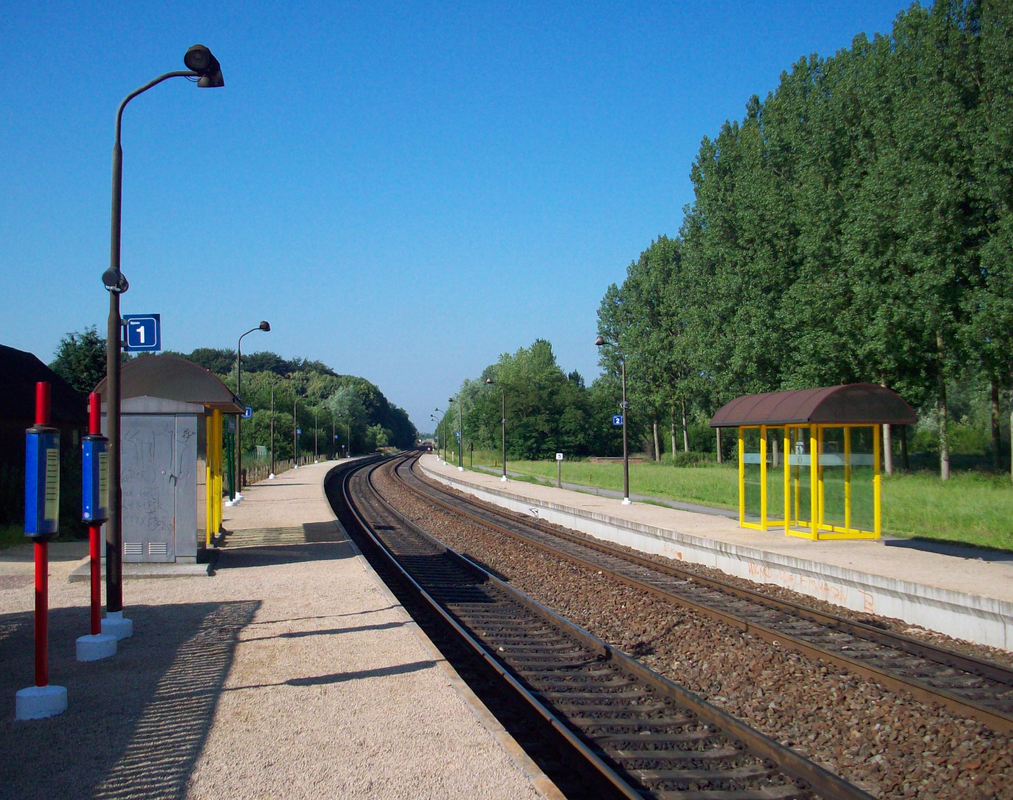
Zicht op de perrons
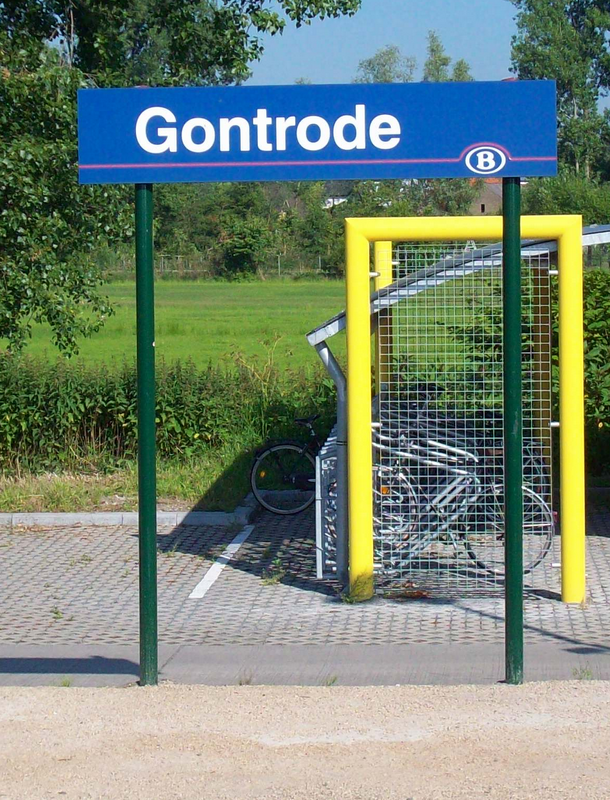
Naambord station Gontrode

## Treindienst
| Serie       | Treinsoort          | Route                                                    | Bijzonderheden             |
| ----------- | ------------------- | -------------------------------------------------------- | -------------------------- |
| S 52        | S-trein Gent (NMBS) | Gent-Sint-Pieters – Gontrode – Zottegem – Geraardsbergen |                            |
| P 7960/8960 | Piekuurtrein (NMBS) | Geraardsbergen – Zottegem – Gontrode – Gent-Sint-Pieters | Rijdt alleen op werkdagen. |

## Reizigerstellingen
De grafiek en tabel geven het gemiddeld aantal instappende reizigers weer op een week-, zater- en zondag.
| Tabel: aantal instappende reizigers station Gontrode | Tabel: aantal instappende reizigers station Gontrode | Tabel: aantal instappende reizigers station Gontrode | Tabel: aantal instappende reizigers station Gontrode |
|                                                      | Weekdag                                              | Zaterdag                                             | Zondag                                               |
| ---------------------------------------------------- | ---------------------------------------------------- | ---------------------------------------------------- | ---------------------------------------------------- |
| 1977                                                 | 60                                                   | 21                                                   | 12                                                   |
| 1978                                                 | 90                                                   | 10                                                   | 5                                                    |
| 1979                                                 | 94                                                   | 15                                                   | 11                                                   |
| 1980                                                 | 116                                                  | 13                                                   | 9                                                    |
| 1981                                                 | 137                                                  | 25                                                   | 12                                                   |
| 1982                                                 | 132                                                  | 31                                                   | 16                                                   |
| 1983                                                 | 138                                                  | 15                                                   | 17                                                   |
| 1984                                                 | 144                                                  | 16                                                   | 8                                                    |
| 1985                                                 | 135                                                  | 18                                                   | 8                                                    |
| 1986                                                 | 143                                                  | 15                                                   | 15                                                   |
| 1987                                                 | 152                                                  | 15                                                   | 18                                                   |
| 1988                                                 | 139                                                  | 42                                                   | 33                                                   |
| 1989                                                 | 120                                                  | 10                                                   | 14                                                   |
| 1990                                                 | 113                                                  | 13                                                   | 20                                                   |
| 1991                                                 | 114                                                  | 24                                                   | 11                                                   |
| 1992                                                 | 122                                                  | 28                                                   | 33                                                   |
| 1993                                                 | 114                                                  | 31                                                   | 20                                                   |
| 1994                                                 | 94                                                   | 30                                                   | 29                                                   |
| 1995                                                 | 97                                                   | 32                                                   | 23                                                   |
| 1996                                                 | 149                                                  | 27                                                   | 28                                                   |
| 1997                                                 | 149                                                  | 37                                                   | 44                                                   |
| 1998                                                 | 153                                                  | 46                                                   | 92                                                   |
| 1999                                                 | 168                                                  | 35                                                   | 26                                                   |
| 2000                                                 | 163                                                  | 33                                                   | 20                                                   |
| 2001                                                 | 144                                                  | 38                                                   | 42                                                   |
| 2002                                                 | 163                                                  | 23                                                   | 12                                                   |
| 2003                                                 | 183                                                  | 40                                                   | 30                                                   |
| 2004                                                 | 182                                                  | 56                                                   | 52                                                   |
| 2005                                                 | 176                                                  | 74                                                   | 44                                                   |
| 2006                                                 | 159                                                  | 57                                                   | 39                                                   |
| 2007                                                 | 208                                                  | 57                                                   | 61                                                   |
| 2008                                                 | -                                                    | -                                                    | -                                                    |
| 2009                                                 | 185                                                  | 83                                                   | 49                                                   |
| 2010                                                 | -                                                    | -                                                    | -                                                    |
| 2011                                                 | -                                                    | -                                                    | -                                                    |
| 2012                                                 | 202                                                  | 68                                                   | 48                                                   |
| 2013                                                 | 160                                                  | 70                                                   | 34                                                   |
| 2014                                                 | 181                                                  | 43                                                   | 58                                                   |
| 2015                                                 | 126                                                  | 34                                                   | 24                                                   |
| 2016                                                 | 146                                                  | 32                                                   | 41                                                   |
| 2017                                                 | 200                                                  | 40                                                   | 34                                                   |
| 2018                                                 | 154                                                  | 47                                                   | 30                                                   |
| 2019                                                 | 152                                                  | 49                                                   | 25                                                   |
| 2020                                                 | 88                                                   | 36                                                   | 28                                                   |
| 2021                                                 | -                                                    | -                                                    | -                                                    |
| 2022                                                 | 147                                                  | 61                                                   | 48                                                   |
| 2023                                                 | 105                                                  | 48                                                   | 37                                                   |
| 2024                                                 | 110                                                  | 29                                                   | 21                                                   |

1,5: Gontrode ·
2,8: Landskouter ·
4,8: Moortsele ·
6,7: Scheldewindeke ·
8,9: Balegem-Dorp ·
11,8: Balegem-Zuid ·
15,4: Zottegem ·
18,4: Erwetegem ·
19,6: Sint-Maria-Oudenhove ·
22,0: Lierde ·
24,4: Hemelveerdegem ·
25,0: Gemeldorp ·
28,5: Geraardsbergen